# Poslušnica II.
Poslušnica II. byla sovětská dojnice, která v roce 1948 vytvořila rekord, když denně nadojila 16,292 litru mléka s tučností 3,9 %. Její ošetřovatelka za to na celostátním sjezdu dojiček dostala vyznamenání „Vzorná dojička“ a poukázku v hodnotě 100 rublů na nákup zboží, kterou mohla uplatnit v moskevském obchodním domě GUM.